# ملالوکا ویریدیفلورا
ملالوکا ویریدیفلورا (نام علمی: Melaleuca viridiflora) نام یک گونه از سرده پوست‌کاغذی است.